# Keezhattingal
Keezhattingal es una ciudad censal situada en el distrito de Thiruvananthapuram en el estado de Kerala (India). Su población es de 15185 habitantes (2011). Se encuentra a 32 km de Thiruvananthapuram y a 36 km de Kollam.

## Demografía
Según el censo de 2011 la población de Keezhattingal era de 15185 habitantes, de los cuales 6819 eran hombres y 8366 eran mujeres. Keezhattingal tiene una tasa media de alfabetización del 90,38%, superior a la media estatal del 94%: la alfabetización masculina es del 94,18%, y la alfabetización femenina del 87,36%.